# 59街-哥倫布圓環車站
59街-哥倫布圓環車站（英語：59th Street - Columbus Circle station）是紐約地鐵一個地鐵站，由IRT百老匯-第七大道線和IND第八大道線共用，是整個系統內第八繁忙的車站，位於曼哈頓中城哥倫布圓環59街、百老匯和第八大道交界，設有以下列車服務：
- 1號線、A線、D線列車（任何時候停站）
- C線列車（任何時候停站（深夜除外））
- B線列車（僅平日停站）
- 2號線列車（僅深夜停站）

## 車站結構
| G  | 街道                                                         | 出入口 |
| B1 | 夾層                                                         | 閘機，車站詢問處，MetroCard售票機商店，往出口 升降機位於： - 哥倫布圓環及中央公園西東北角 - 第八大道及哥倫布圓環西南角  |
| B1 | 側式月台，右側開門                                           | |
| B1 | 北行                                                         | 往范科特蘭公園-242街（深夜時 往241街）（66街-林肯中心）                                                                 |
| B1 | 北行快速                                                     | 不停靠 |
| B1 | 南行快速                                                     | 不停靠 |
| B1 | 南行                                                         | 往南碼頭（深夜時 往布魯克林學院）（50街）                                                                               |
| B1 | 側式月台，右側開門                                           | |
| B2 | IND夾層                                                      | 路線和月台之間的轉乘 |
| B3 | 北行                                                         | 尖峰時段往貝德福德公園林蔭路，其餘時段145街（72街） · 往168街（ 深夜時往英伍德-207街）（72街）                          |
| B3 | 島式月台，普通列車左側開門，快速列車右側開門                 | |
| B3 | 北行快速                                                     | 往207街（125街） · 往諾伍德-205街（125街）                                                                              |
| B3 | 島式月台，不使用，作為連接IRT百老匯-第七大道線月台的行人通道 | |
| B3 | 南行快速                                                     | 往勒弗茲林蔭路/遠洛克威-莫特大道（黃昏尖峰時段往洛克威公園）（42街-港務局客運總站） · 往康尼島-斯提威爾大道（第七大道） |
| B3 | 島式月台，普通列車左側開門，快速列車右側開門                 | |
| B3 | 南行                                                         | 往布萊頓海灘（第七大道） · 往尤克利德大道（ 深夜時往遠洛克威-莫特大道）（50街）                                         |

## IRT百老匯-第七大道線月台
59街-哥倫布圓環車站位於IRT百老匯-第七大道線，於1904年10月27日啟用，設有兩個側式月台和四條軌道。
雖然位於與IND第八大道線的主要轉乘站，但興建時車站只是慢車站，並無考慮1932年興建的IND。紐約市公共運輸局一度考慮將此站改為快車停靠站，並將慢車軌道移動到月台外側。然而這樣會導致72街車站降級為慢車站，並將島式月台的快車一側以圍欄或牆壁封閉，將此站轉為快車站為興建中的紐約體育場服務。
車站啟用是，上下行月台曾設有地下道，1970年代關閉，樓梯入口亦被圍封。現時乘客使用IND夾層和月台轉乘，兩個月台於同一層設有兩個閘機，其中一個連接夾層並前往IND月台。

## IND第八大道線月台
59街-哥倫布圓環車站位於IND第八大道線，1932年9月10日啟用，是一個大型快車站，設有三個島式月台和四條軌道，當中外側兩條正在營運。
車站以南，列車可繼續前往第八大道或東轉經IND第六大道線前往第七大道車站。車站以北設有兩個方向的剪式橫渡線，北行軌道跨過南行軌道形成103街車站的雙層配置。
北行的下一個快車站125街車站距離此站3.35英哩（5.391公里），跳過了七個慢車站，是紐約地鐵當中兩個快車站之間最長的距離。
中央月台於1959年首度作為客運使用，但原初與其他月台一同興建，作為西班牙式月臺佈局，容許乘客於兩側離開車廂，與快車相同。新式地鐵列車的車門控制令兩側同時開門更為困難，該月台於1973年11月8日關閉。2007－2010年間，其成為IRT側式月台的地下道，並立起了大型金屬圍欄防止乘客走近邊緣。
在各使用中的月台中央設有兩條樓梯和一部升降機，與IRT百老匯-第七大道線北行月台連接。此外各月台北端亦設有一條樓梯前往同一個月台。南端一條樓梯則連接IRT南行月台。此站設有兩個閱報架，分別位於兩個月台的正中央。

## 延伸閱讀
- Lee Stokey. Subway Ceramics : A History and Iconography. 1994. ISBN 978-0-9635486-1-0

## 外部連結
- nycsubway.org—IRT West Side Line: 59th Street/Columbus Circle
- nycsubway.org—IND 8th Avenue: 59th Street/Columbus Circle
- nycsubway.org – Whirls and Twirls Artwork by Sol Lewitt (2007)（页面存档备份，存于）
- nycsubway.org – Hello Columbus Artwork by the NYC Artists & Public School Students (1992)（页面存档备份，存于）
- Station Reporter – Columbus Circle/59th Street Complex
- TheSubwayNut – 59th Street IND station（页面存档备份，存于）
- TheSubwayNut – 59th Street IRT station（页面存档备份，存于）
- Forgotten NY – Original 28 - NYC's First 28 Subway Stations（页面存档备份，存于）
- MTA's Arts For Transit – 59th Street–Columbus Circle
- Abandoned Stations - 59 St platform（页面存档备份，存于）
- Entrance to Trump International Hotel & Tower at 60th Street from Google Maps Street View
- Columbus Circle & Central Park South entrance to Broadway-Seventh Avenue Line from Google Maps Street View
- Eighth Avenue & 58th Street entrance to Eighth Avenue Line from Google Maps Street View
- Time Warner Center entrance from Google Maps Street View
- Eighth Avenue & 57th Street entrance to Eighth Avenue Line from Google Maps Street View
- Broadway & 60th Street entrance to Broadway-Seventh Avenue Line from Google Maps Street View
- Elevator entrance at Columbus Circle and Eighth Avenue from Google Maps Street View
- IRT platforms from Google Maps Street View （页面存档备份，存于）
- IND platforms from Google Maps Street View （页面存档备份，存于）
- Turnstyle shop from Google Maps Street View （页面存档备份，存于）